# (467128) 2016 EL75
(467128) 2016 EL75 es un asteroide perteneciente al cinturón de asteroides, descubierto el 6 de febrero de 2003 por el equipo Spacewatch desde el Observatorio Nacional de Kitt Peak (Arizona, Estados Unidos).